# Хуанан Ентрена
Хуанан Ентрена (ісп. Juanan Entrena, нар. 19 травня 1996, Уетор-Тахар) — іспанський футболіст, півзахисник кіпрської  «Омонії».

## Ігрова кар'єра
Народився 19 травня 1996 року в місті Уетор-Тахар. Вихованець юнацьких команд футбольних клубів «Гранада», «Севілья», «Барселона» та «Еспаньйол».
У дорослому футболі дебютував 2015 року виступами за другу команду «Еспаньйола». За рік перейшов до «Гранади», де спочатку також грав за другу команду, а 2017 року провів три матчі за головну.
2017 року уклав контракт з «Алавесом», який, утім, того ж року віддав його в оренду до хорватського «Рудеша». 
2018 року, так й не провівши жодного матчу за «Алавес», перейшов до кіпрської «Омонії».